# Othreis raphael
Othreis raphael är en fjärilsart som beskrevs av Dugès 1895. Othreis raphael ingår i släktet Othreis och familjen nattflyn. Inga underarter finns listade i Catalogue of Life.